# Force 10 from Navarone
Force 10 from Navarone is een oorlogsfilm gebaseerd op de roman van Alistair MacLean.
De film is een sequel op The Guns of Navarone, maar deze keer worden de rollen van Mallory en Miller gespeeld door Robert Shaw en Edward Fox. De film is geregisseerd door Guy Hamilton en ook spelen Harrison Ford, Carl Weathers en Barbara Bach erin mee.

## Plot
Na het succes van de missie op Navarone worden Keith Mallory (Robert Shaw) en Dusty Miller (Edward Fox) opnieuw door de geheime dienst opgeroepen. Hun missie is destijds verraden door Nicolaï de wasman. Mallory en Miller zijn de enigen die hem toen gezien hebben en hem dus kunnen identificeren. De geheime dienst heeft ontdekt dat Nicolaï in Joegoslavië zit onder de naam van Lescovar.
Ze worden voorgesteld aan kolonel Mike Barnsby (Harrison Ford). Mallory en Miller worden met zijn eenheid meegestuurd naar Joegoslavië. Dit tot ongenoegen van Barnsby.
Mallory, Miller en Barnsby en Force 10 komen aan bij een vliegveld bij Termoli en tot verbazing van Miller en Mallory gaat het team niet door de gebruikelijke ingang naar binnen maar gaan ze verderop door een gat dat ze in het hek knippen. Barnsby vertelt dat de laatste missies allemaal verraden zijn en wil zo voorkomen dat het weer gebeurt. Dan komt er een jeep met militaire politie en hun gevangene, de Amerikaan Weaver, langs. Ze willen Force 10 oppakken maar Force 10 weet te ontsnappen en Weaver komt ook aan boord van het vliegtuig. Zo vertrekt het vliegtuig richting Joegoslavië.
Als ze boven Joegoslavië vliegen wordt het vliegtuig aangevallen door Duitse nachtjagers. Het vliegtuig wordt geraakt en het grootste gedeelte van Barnsby's eenheid komt om. Miller laat een kwikpen achter en het vliegtuig ontploft waarbij de nachtjager neerstort. Op de grond gaat het team op zoek naar de Joegoslavische Partizanen en ze vindt een groep geleid door kapitein Drazak. Hij neemt hen mee naar hun kamp. Hier wordt onthuld dat ze geen Partizanen zijn maar Chetniks, Servische collaborateurs, en het team wordt gevangengenomen door de Duitsers. Mallory probeert de kampführer majoor Schroeder ervan te overtuigen dat ze zwarthandelaars zijn die een lading penicilline hebben gestolen van de Geallieerden en dat die in de explosievenkoffer van Miller zitten. Schroeder gelooft hen in eerste instantie niet maar als hij een bericht krijgt van het gestolen vliegtuig in Italië begint hij het verhaal te geloven.
De volgende ochtend roept hij Mallory en Barnsby bij zich en vertelt dat hij de koffer heeft geopend. Hij laat de koffer zien die vol met brandhout zit. Mallory vertelt dat de penicilline verstopt hebben voordat ze door kapitein Drazak zijn gevonden. Schroeder is nog steeds sceptisch en stuurt Barnsby en Mallory samen met zijn bijvrouw Maritza (Barbara Bach) en 3 soldaten naar de plek waar de penicilline verstopt is.
Onderweg schiet Maritza de Duitse soldaten dood en vertelt dat zij een spion van de Partizanen is, en verantwoordelijk voor het verdwijnen van Millers explosieven. Ze wijst de richting waar Mallory en Barnsby moeten gaan om bij het partizanenkamp van haar vader maj. Petrovisch te komen. Onderweg doden Mallory en Barnsby 2 van Drazaks mannen in de groep. Ze worden onderschept door een groepje Partizanen onder leiding van Nicolaï (die nu Lescovar heet). Ze worden bij majoor Petrovich gebracht. Mallory legt uit dat Lescovar een spion is maar Petrovich wuift dat weg als foute informatie van Londen.
De missie van Force 10 wordt duidelijk. Ze moesten een brug over de vallei opblazen om te voorkomen dat de Duitsers hun pantserdivisie over de vallei kunnen verplaatsen. Mallory vertelt dat ze de expertise van Miller nodig hebben. Petrovich geeft hun Lescovar en Marko mee (verkleed als de 'verbandmannen') om het Duitse kamp binnen te dringen. Terwijl ze in de gevangenis zijn, komt Drazak met de neergeschoten verbandmannen binnen. Hij probeert de waarheid uit Maritza te slaan. Ondertussen eindigt de ontsnapping uit de gevangenis in een schietpartij waarbij Schroeder en Reynolds omkomen. De rest weet met een vrachtwagen te ontkomen. Ze nemen onderweg de zwaar mishandelde Maritza ook mee.
Terug bij het hoofdkwartier bestudeert Miller de brug en komt tot de conclusie dat het onmogelijk is de brug op te blazen. Maar als Mallory vertelt dat er een stuwdam verderop ligt, klaart Miller weer op en vertelt dat het opblazen van de stuwdam een stortvloed veroorzaakt die de fundamenten van de brug zal wegspoelen. Ze stellen het plan voor aan Petrovich die vervolgens voorraden aanvraagt om te droppen. Maar Lescovar saboteert de dropping door een Duitse bommenwerper te sturen. Maritza betrapt hem en Lescovar schiet haar dood voordat ze de anderen kan waarschuwen.
Dit was de laatste druppel voor Petrovich die Force 10 terug wil sturen naar Italië. Maar Mallory, Miller, Barnsby, Marko en Weaver gaan met de hulp van Lescovar een Duits munitiedepot bij Mostar beroven. Ze weten aan Duitse uniformen te komen en verkrijgen de benodigde spullen en explosieven, maar Lescovar verraadt hen door een Duitse sergeant te vertellen van hun aanwezigheid. De sergeant verzamelt een peloton soldaten en wil hen gevangennemen. Marko heeft het plan van Lescovar gehoord en schiet het peloton omver en wordt daarna zelf neergeschoten. Lescovar verzint een smoes maar Barbsby en Mallory weten hem te ontmaskeren waarna Barnsby hem neerschiet.
Mallory, Miller, Barnsby en Weaver springen van de trein en komen uit in een bos vlak bij de stuwdam. Miller en Weaver gaan wat vuurwerk afsteken om de Duitsers af te leiden. In het bos komt Weaver Drazak tegen en weet hem in gevecht neer te steken met een mes.
Mallory en Barnsby dringen door tot het hart van de dam en plaatsen de explosieven. Dan realiseren ze dat ze geen tijd meer hebben (de Duitse tanks zouden oprukken bij de ochtendzon) en stellen ze de tijdklok in op 10 seconden. Ze lopen een stukje verder en geven elkaar een hand. Nadat de ladingen zijn ontploft komen ze onder het stof vandaan en zijn woedend dat Miller heeft gefaald. Dan beginnen de muren te scheuren en begint er water naar binnen te lopen. Barnsby en Mallory beginnen te rennen voor hun leven. De dam scheurt open en miljoenen liters water storten zich op de brug die instort met alle Duitse tanks erop.
Mallory en Barnsby vinden Weaver en Miller in het bos waar Mallory ze erop wijst dat ze op Duits grondgebied zijn en dat ze onmogelijk bij de Partizanen kunnen komen beginnen ze aan de lange tocht naar huis.

## Rolverdeling
| Acteur         | Personage                                        |
| -------------- | ------------------------------------------------ |
| Robert Shaw    | Majoor Keith Mallory                             |
| Edward Fox     | Staf sergeant Dusty Miller                       |
| Harrison Ford  | Luitenant Colonel Mike Barnsby                   |
| Barbara Bach   | Maritza Petrovic                                 |
| Franco Nero    | Kapitein Nikolai Lescovar/Oberst von Ingorslebon |
| Carl Weathers  | Sergeant Weaver                                  |
| Richard Kiel   | Kapitein Dražak                                  |
| Alan Badel     | Majoor Petrovic                                  |
| Michael Byrne  | Majoor Schroeder                                 |
| Philip Latham  | Commandant James Jensen                          |
| Angus MacInnes | 1e luitenant Doug Reynolds                       |
| Michael Sheard | Sergeant Bauer                                   |
| Petar Buntic   | Marko                                            |
| Paul Humpoletz | Sergeant Bismark                                 |